# 둔산영어도서관
둔산영어도서관은 전북특별자치도 완주군에 있는 도서관이다.

## 연혁
- 2012년 6월 착공
- 2013년 6월 20일 개관

## 시설현황
- 1층: 일반자료실, 어린이.청소년자료실, 북카페
- 2층: 영어자료실, 동아리방, 공부방(열람실)
- 3층: 다목적강당(수국홀), 공부방(열람실)

## 이용 안내
이용 시간
- 일반/어린이.청소년/영어자료실: 월~토09:00~18:00
- 공부방(열람실): 연중 08:00~22:00

휴관일
- 일반/어린이.청소년/영어자료실: 매주 일요일, 법정공휴일
- 공부방(열람실): 일요일을 제외한 법정공휴일